# Terzo Stato

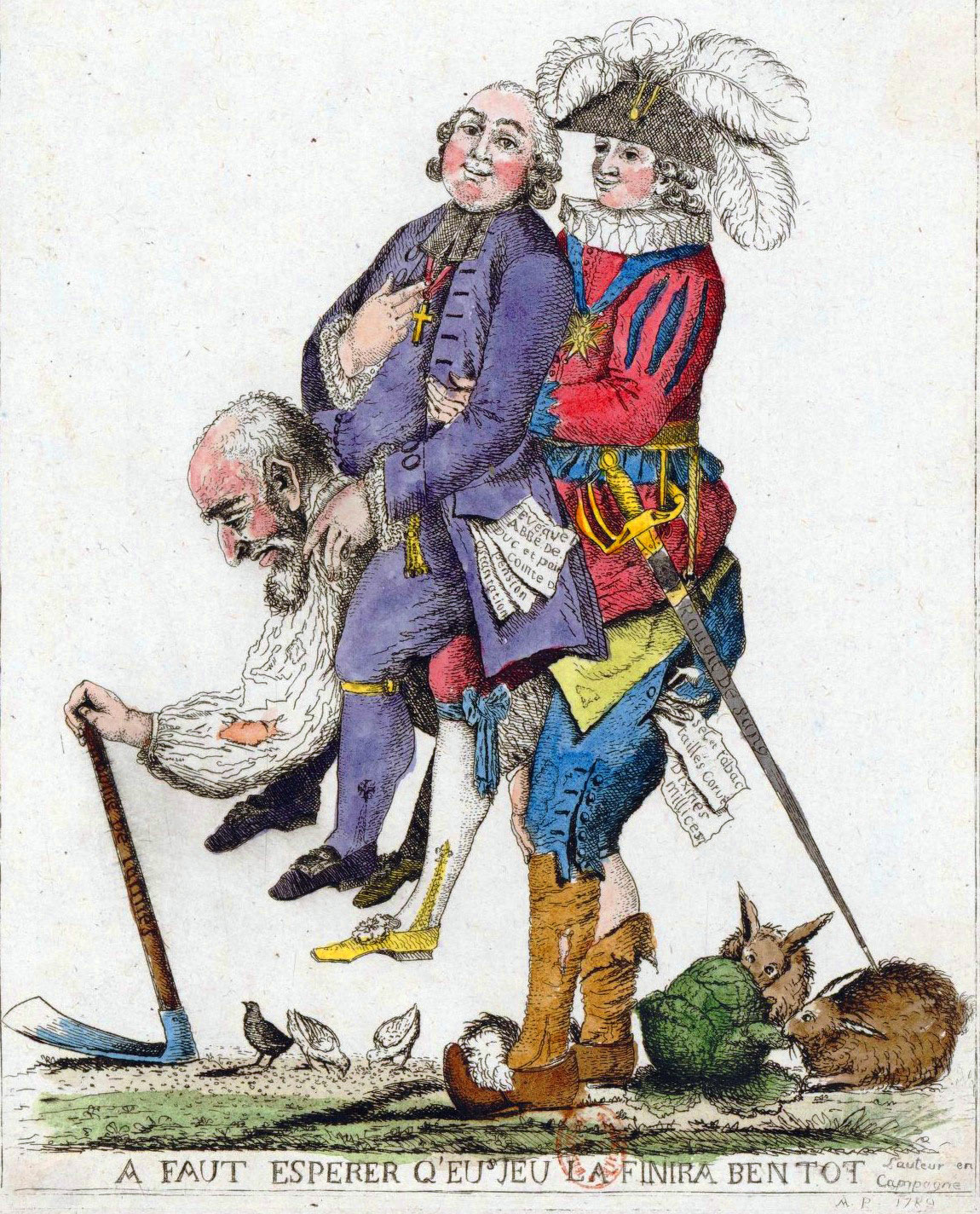
Raffigurazione allegorica del terzo stato, oppresso dagli altri due ceti sociali, clero e nobiltà

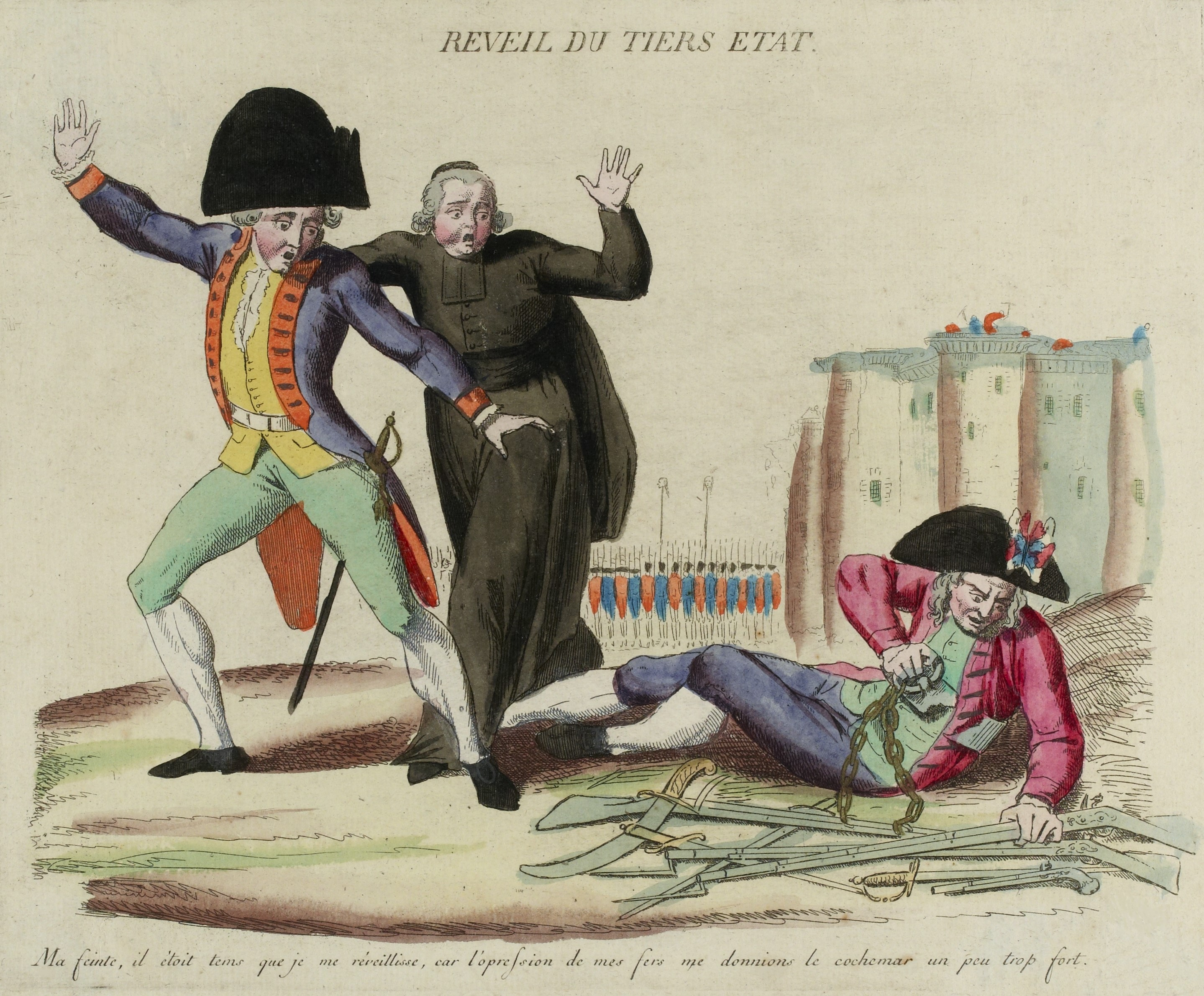
Réveil du Tiers État ('il risveglio del Terzo Stato'), anonima incisione colorata con caricatura dei tre Stati (Museo Carnavalet, Parigi)

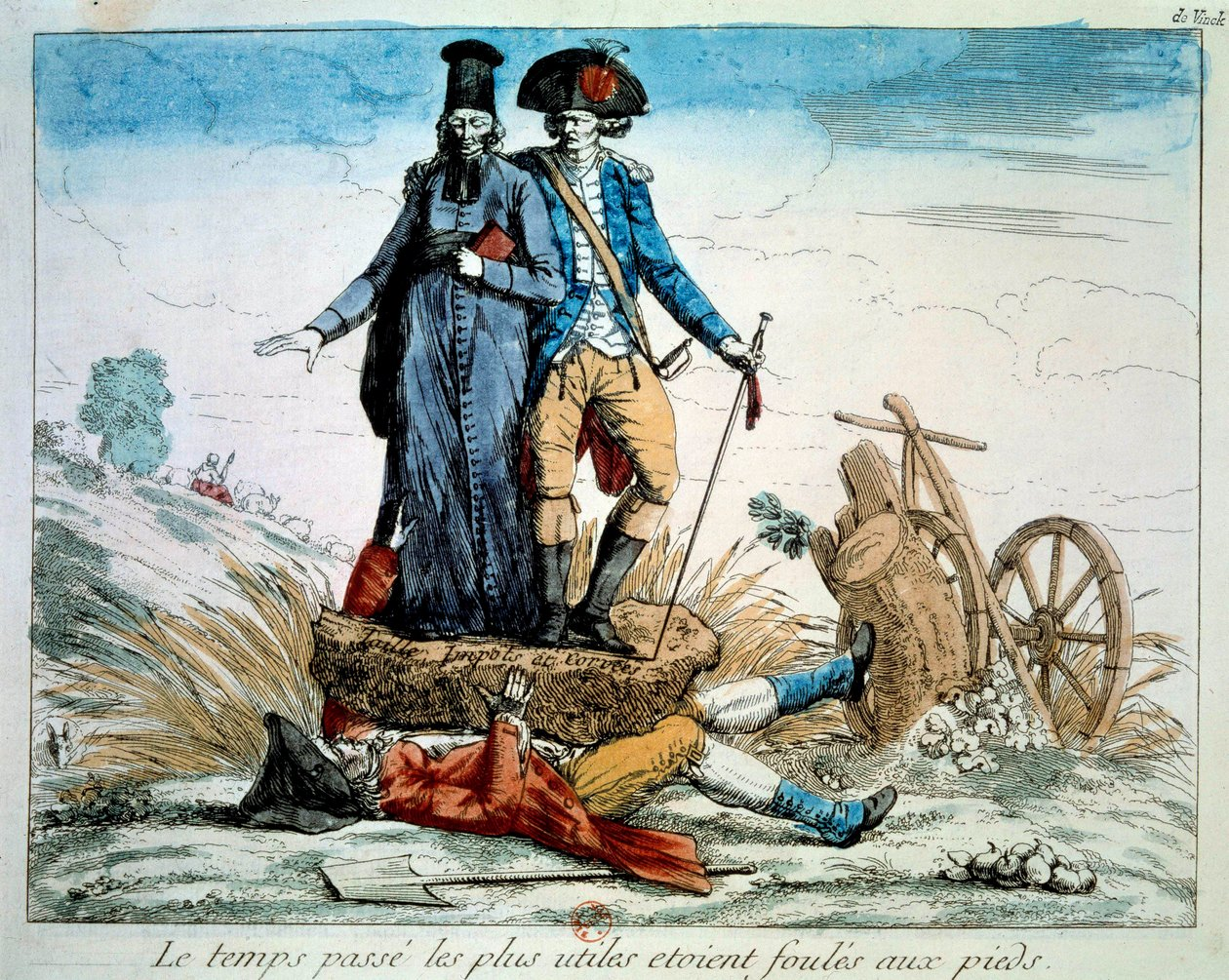
Le tiers état écrasé ('il Terzo Stato schiacciato'). Alla base della caricatura sta la scritta Le Temps passé les plus utiles étoient foulés aux pieds, mentre sulla roccia si legge Taille, impôts et corvées. La caricatura è conservata al Museo Carnavalet di Parigi.

Il Terzo Stato (in francese: tiers état) era uno dei ceti in cui era divisa la società francese prima della rivoluzione, chiamato così perché in ordine di importanza veniva dopo i primi due, ossia il clero e la nobiltà.

## Storia
Per numero di componenti il terzo stato era largamente preponderante rispetto agli altri due ceti, in quanto comprendente tutti gli strati popolari. Nell'anno della rivoluzione comprendeva venticinque milioni di persone, fra borghesi e contadini (al vertice del terzo stato ci sono i ricchi borghesi, poi ci sono intellettuali e i liberi professionisti - ad esempio, medici, banchieri, notai -, poi i contadini benestanti, gli artigiani e i piccoli commercianti, infine i contadini poveri), contro i quattrocento o cinquecentomila nobili e uomini di Chiesa; costituiva circa il 98% della popolazione francese (roturier) ed era l'unica parte che pagava le tasse, in quanto i nobili e il clero ne erano esenti, potendo contare anche su numerosi privilegi e un diverso trattamento giudiziario.

Alla vigilia della rivoluzione il malcontento di questo ceto sociale era fortissimo per il forte disagio economico presente nel Paese. L'abate Emmanuel Joseph Sieyès, per dare una sostanza ideologica alle ragioni del terzo Stato, nel gennaio del 1789 scrisse un opuscolo politico che riscosse un successo clamoroso. Nel pamphlet, Sieyès si poneva tre domande, per poi argomentarle e dare loro una risposta; iniziava con queste domande: 
(Emmanuel Joseph Sieyès, Che cos'è il Terzo Stato?, 1789)
Con gli Stati generali del 1789, su iniziativa di Jacques Necker, il terzo stato poteva disporre di un numero doppio di rappresentanti eletti (550 dei 1 100 componenti) rispetto alla convocazione del 1614. Tuttavia, in questa assemblea il voto tradizionale non era per testa, ma per stato e quindi, pur essendo numericamente minoritaria, l'alleanza tra nobiltà e clero era sempre vincente. Il contrasto su questo tema fondamentale, con il clero che in buona parte non appoggiò l'istanza sul nuovo metodo di voto, portò alla costituzione di un'altra assemblea nazionale, dando inizio alla rivoluzione francese.
All'assemblea nazionale costituente parteciparono solo i rappresentanti della borghesia, mentre i ceti sociali meno abbienti non furono rappresentati e quindi nacque la definizione di quarto stato.